# Цитадела
Цитадела или мали град представља термин који се користи у фортификационој архитектури да би се означио најјачи део утврде односно последња линија одбране неког утврђења. Састоји се од донжона опасаног бедемима који су ојачани кулама. У његовом склопу се налази двор владара или управитеља града (утврде) и бараке за војну посаду. Овај општи термин је код неких градских утврђења добио значење личног назива за утврђење, као што је случај са термином кастел.